# Moris Cohen
Pour les articles homonymes, voir Cohen.
Moris Moshe Cohen (en hébreu : מוריס כהן), né le 25 mars 1976 à Bat Yam (Israël), est un acteur israélien, lauréat du prix Ophir du meilleur acteur 2016, pour son rôle dans Our Father, un film policier réalisé par Meni Yaesh. 

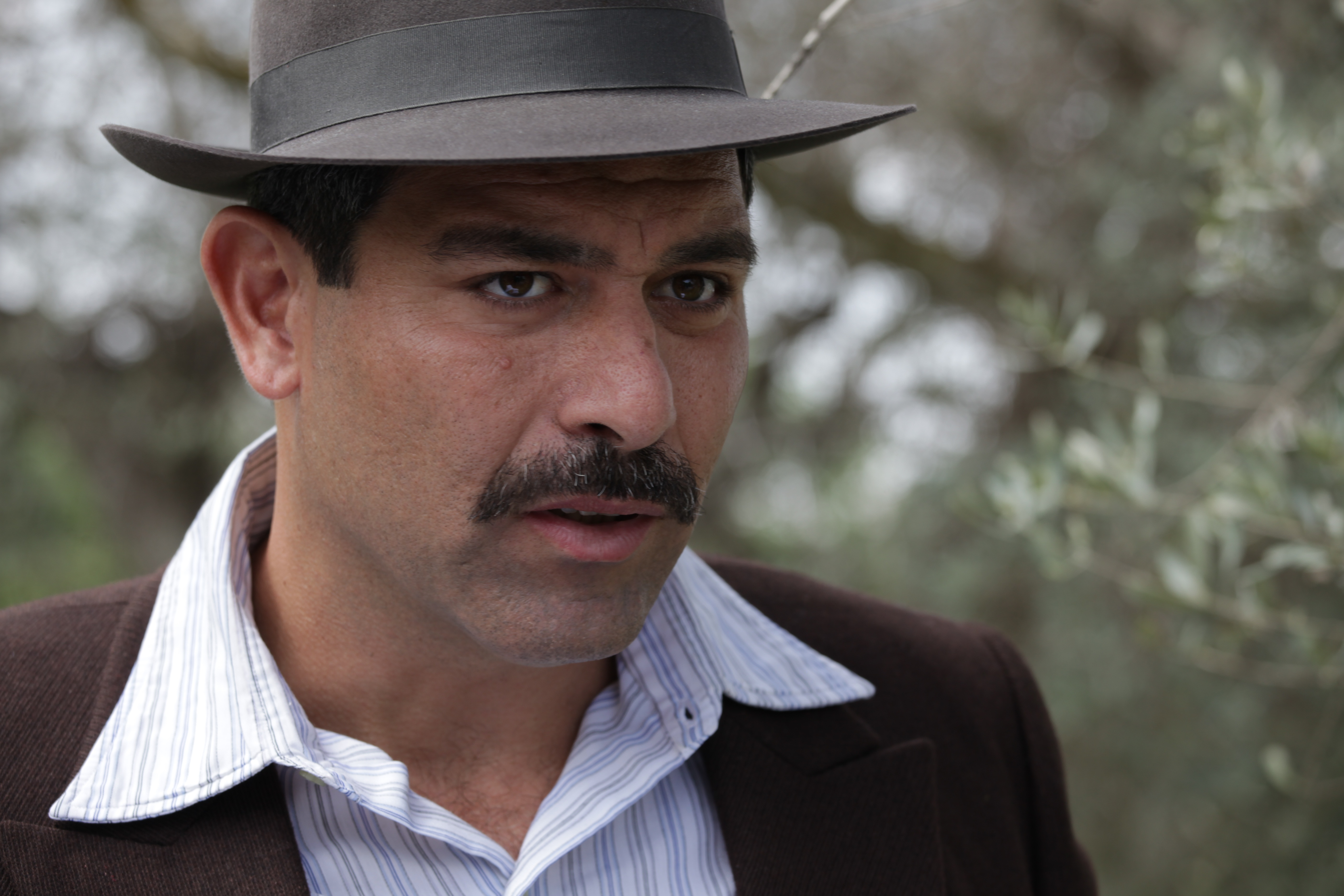
Cohen dans le film Dawn.

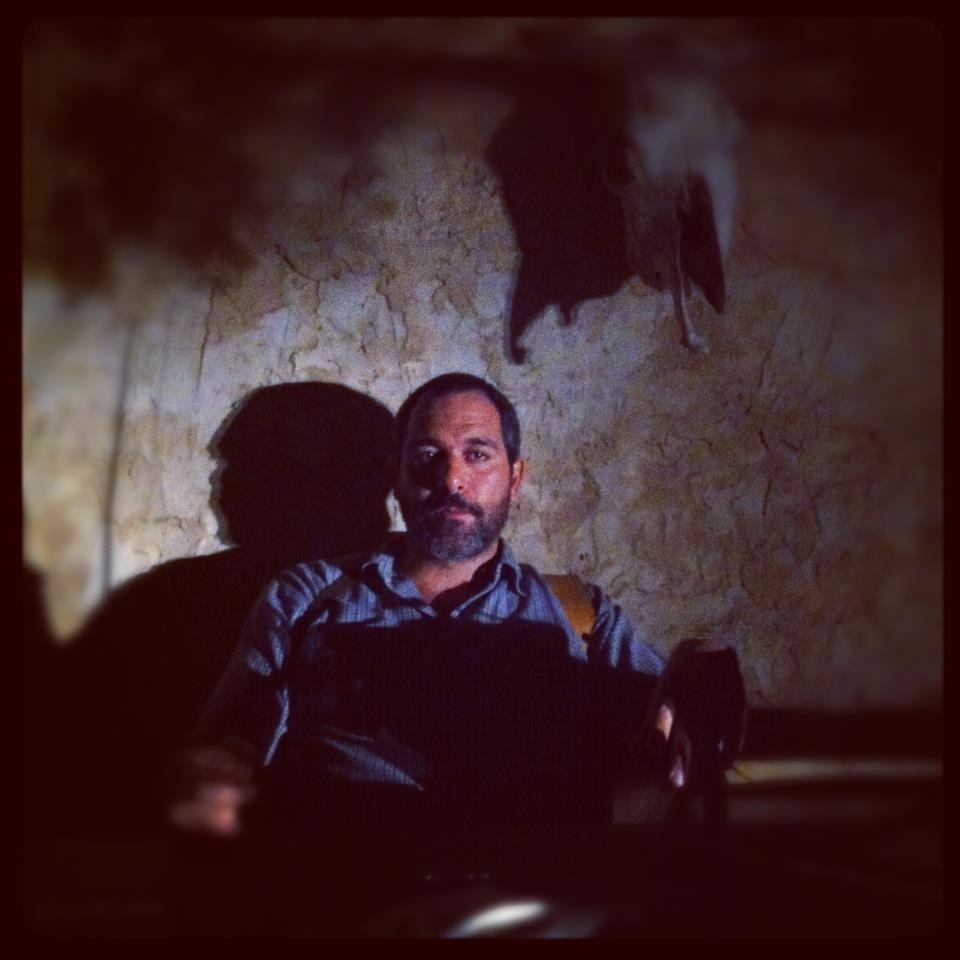
Cohen dans le film Bliss Wrapped Blanket.

## Biographie
Cohen naît à Bat Yam et est le fils aîné de cinq frères. À l'âge de 11 ans, il déménage avec sa famille à Eilat.
Dans Tsahal, il sert comme gardien de sécurité à Mitzpe Ramon, dans le désert du Neguev.
Il est marié à l'actrice Rotem Zisman.

## Filmographie

### Télévision
| Année     | Titre                      | Rôle                  | Remarques                         |
| --------- | -------------------------- | --------------------- | --------------------------------- |
| 2014      | Zagouri Empire             | Son honneur le rabbin |                                   |
| 2015      | Dig                        | Haim                  | Série américaine                  |
| 2015      | False Flag                 | Eli Mazor             |                                   |
| 2017      | Juda                       | Menachem              |                                   |
| 2017      | Metim LeRega (12 épisodes) | Menashe               | Menashe Ben Shushan               |
| 2014-2017 | Sirènes                    | Abner (Neri)          | Le commandant du district d'Eilat |

### Cinéma
| Année | Titre                    | Rôle              | Remarques                                                            |
| ----- | ------------------------ | ----------------- | -------------------------------------------------------------------- |
| 2009  | Jaffa                    | Le frère d'Aussie |                                                                      |
| 2011  | Le Policier              |                   | Un des flics du gang                                                 |
| 2012  | Les Voisins de Dieu      | Oncle             |                                                                      |
| 2012  | Alata                    | Shabak 1          | Film lauréat au 28e Festival international du film de Haïfa          |
| 2016  | Our Father (The Bouncer) | Ovadia Rachamim   | Gagnant du prix Ophir dans la catégorie du meilleur acteur principal |

## Théâtre
| Pièce                | Théâtre                        | Dramaturge          | Metteur en scène | Rôle                       | Première       |
| -------------------- | ------------------------------ | ------------------- | ---------------- | -------------------------- | -------------- |
| Le Deuil perpétuel   | Théâtre Cameri                 | Hanoch Levin        | Ari Folman       | Le roi                     | 2020           |
| Abigail's Party (en) | Théâtre de l'Ensemble Herzliya | Mike Leigh          | Oded Kotler      | Tony                       | 2012           |
| Abigail's Party (en) | Théâtre de la bibliothèque     | Mike Leigh          | Oded Kotler      | Tony                       | 2011           |
| Le Roi Lear          | Théâtre Cameri                 | William Shakespeare | Robert Sturua    | Duc de Bourgogne, officier | 3 mai 2007     |
| Hamlet               | Théâtre Cameri                 | William Shakespeare | Omri Nitzan      | Soldat, serviteur          | 7 janvier 2005 |

## Distinctions
| Année | Film                     | Prix       | Catégorie                 | Résultat | Références |
| ----- | ------------------------ | ---------- | ------------------------- | -------- | ---------- |
| 2016  | Our Father (The Bouncer) | Prix Ophir | Meilleur acteur principal | Lauréat  |            |